# Heliophanillus fulgens
Heliophanillus fulgens är en spindelart som först beskrevs av Pickard-Cambridge O. 1872.  Heliophanillus fulgens ingår i släktet Heliophanillus och familjen hoppspindlar. Inga underarter finns listade i Catalogue of Life.